# Dirtad Yosgatlian
Dirtad Yosgatlian est un architecte arménien. Il est l’auteur de villas balnéaires de La Baule et à Pornichet dans les années 1920.

## Biographie
Dirtad Yosgatlian est l’auteur de nombreuses villas balnéaires de La Baule dans les années 1920. On lui doit en particulier les villas :
- Le Charme[1] ;
- Le Colibri[2] ;
- Denyse-Marie[3] ;
- Les Farfadets[4] ;
- Gabes[5] ;
- La Gaieté[6] ;
- Ma Jeannette[7] ;
- Les Lauriers[8] ;
- Madelon[9] ;
- Muguet[10] ;
- Mon Plaisir[11] ;
- Le Rêve[12] ;
- Les Sables d'Or[13] ;
- Le Sourire[14].

Il construit en 1922 à Pornichet la villa Ker Avre, puis les villa jumelles Vent du Large et Brise de Mer).